# Kloster Trauntal Kelheim
Das Kloster Trauntal bei Kelheim ist ein ehemaliges Kloster der Terziaren der Franziskaner-Reformaten in Kelheim in der Diözese Regensburg. Gleichzeitig ist „Klösterl“ ein amtlich benannter Stadtteil von Kelheim.

## Geographie
Es liegt inmitten der Felsenschluchten des Donaudurchbruchs bei Weltenburg. Regional ist es als „Klösterl“ bekannt und über einen Fußweg von Kelheim aus zu erreichen.

## Geschichte

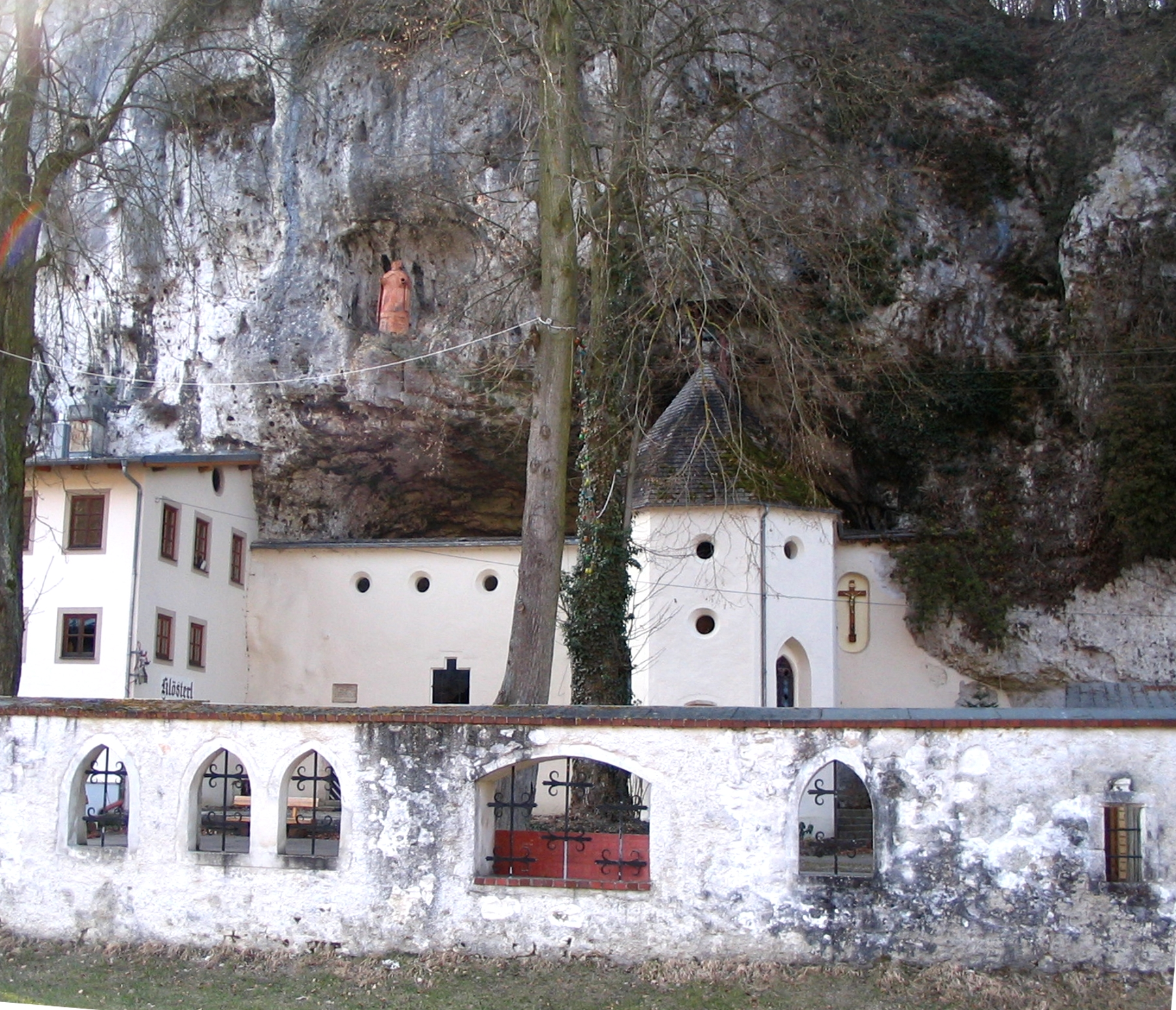
Klösterl

Die St. Nikolaus geweihte Kapelle wurde als Einsiedelei 1450 durch den Eremiten Antonius von Siegenburg gegründet.
Die 1603 neu erbaute Höhlenkirche gehört zu den wenigen Felsenkirchen Europas mit einem natürlichen Dach. Die Kirche ist mit einer innen mit Fresken geschmückten Mauer abgeschlossen, die Freskenreste sind durch die Witterungseinflüsse allerdings stark beschädigt.
Das Kloster wurde 1802 im Zuge der Säkularisation aufgelöst.
In der Klause wurde 1880 die Gastwirtschaft „Klösterl“ eingerichtet, die seitdem mit Unterbrechungen bewirtschaftet wird. Eine Besichtigung der Kapelle kann bei den Wirtsleuten angefragt werden.